# Vampire: The Requiem
Vampire: The Requiem (Вампир: Реквием) — ролевая игра, разработанная компанией White Wolf. Релиз базовой книги, описывающей сеттинг и тему игры, состоялся в августе 2004 года одновременно с выходом ключевой книги нового Мира Тьмы. Кресло ведущего разработчика занял Джастин Акилли, ранее работавший над предыдущим воплощением Vampire. На данный момент по сеттингу вышло более 40 книг, не считая художественной литературы. Кроме того, в 2005 году отдельным изданием была выпущена книга Mind's Eye Theatre: Requiem, предназначенная для проведения игр живого действия и содержащая дополнительную информацию о мире игры.

## Сеттинг
Несмотря на то, что игра унаследовала концепцию и многие традиции Vampire: The Masquerade, она использует самостоятельный сеттинг и ориентирована на свободное изменение большинства внутриигровых реалий в зависимости от предпочтений самих игроков. В частности, некоторые элементы сеттинга представлены в нескольких вариантах, что позволяет Рассказчику выбрать наиболее подходящий для текущей истории.

### Мир современной готики
Действие игры разворачивается в современном мире, показанном с самых мрачных, пугающих ракурсов. Городские улицы стонут от крови, цинизм безграничен, богатство и власть сконцентрированы в руках лицемерных политиков, безнравственных предпринимателей, коррумпированных полицейских и представителей куда более тёмных, таинственных сил. Ничто не является тем, чем кажется, а любое проявление добродетели обречено на борьбу с жестокостью всего человечества.
С древнейших времён развитию общества смертных сопутствует формирование сложной иерархии Проклятых — кровососущих созданий, обречённых на вечное существование за пределами человеческого социума, частью которого некогда был каждый из них. Хотя Сородичи, как называют себя сами вампиры, немногочисленны (в большинстве городов на каждого из них приходится около 50 000 смертных), врождённые навыки, сверхъестественные способности и потенциальное бессмертие позволяют многим из них оказывать колоссальное влияние на мир смертных. Самые могущественные представители этой паразитической расы правят городами смертных, как легендарные короли древности.
Несмотря на своё могущество, вампиры слишком хорошо помнят, на кого на самом деле охотилась средневековая инквизиция. Горький опыт борьбы с разъярёнными смертными показал, что даже самая влиятельная и организованная группа вампиров не сможет противостоять объединённым силам всего человечества, если позволить ему узнать, кто стоит на верхушке пищевой цепочки. Для того, чтобы избежать тотального истребления, Сородичи вынуждены соблюдать традицию Маскарада, поддерживая иллюзию недостоверности любых мифов о существовании вампиров.

### Обращение
История любого вампира начинается с его смерти. Создатель будущего вампира должен окропить губы или язык потомка собственной кровью. При этом жертва должна быть уже мертва или переживать последние секунды агонии. Нередко вампир попросту выпивает кровь намеченной жертвы, чтобы заменить её своей. С этого момента все естественные процессы в организме потомка останавливаются, и начинается его трансформация в одного из Сородичей.
Этот ритуал печально известен мучительными последствиями для Сира — создателя нового вампира. Процесс Обращения человека в Сородича ослабляет его волю и причиняет ему глубокие нравственные страдания. Согласно некоторым теориям, вампир в прямом смысле слова вкладывает в потомка частицу собственной души. Другие считают, что вампир испытывает страдания из-за того, что обрекает человека на вечные муки.
Такие последствия Обращения наряду с важностью соблюдения Маскарада объясняют, почему вампиры так редко создают себе потомство и ещё реже — заводят более одного отпрыска.

### Реквием и Пляска Смерти
Реквием — самый распространённый термин, описывающий загробную жизнь вампира. Хотя это слово может иметь различный контекст, как правило, оно используется как прямой синоним слова «посмертие», или «не-жизнь». Некоторые связывают этот термин с манипуляциями тайных сил, рано или поздно подталкивающих даже самых молодых вампиров к вступлению в жуткую, саморазрушительную Пляску Смерти. Не все вампиры могут знать этот термин.
Взаимодействие вампира с другими Сородичами называется Пляской Смерти. Глубоко нелюдимая, хищническая натура любого Сородича соседствует с неотъемлемой тягой к другим вампирам — таким же измученным созданиям, которые пережили те же страдания и страхи, которые одолевают и его самого. Тем не менее, постоянная борьба за влияние, независимость и территорию наряду с беспрерывно растущей скукой превращают истинную Пляску Смерти в жестокую политическую игру, самые грандиозные и кровопролитные перестановки в которой могут занимать сотни, если не тысячи лет.

### Питание, безумие, торпор
Вампиру не обязательно убивать человека, чтобы подкрепить свои силы. Во время питания человек впадает в экстатическое состояние, ослабляющее позывы к сопротивлению и затуманивающее его разум. Лишь самые волевые смертные могут сопротивляться этому состоянию, и ещё реже встречаются те, кто может вспомнить, что именно произошло во время этого кратковременного провала в памяти. Этот процесс получил метафорическое название Поцелуя в связи с глубоко чувственным характером переживаний, сопутствующих кормлению. По окончании Поцелуя вампиру достаточно зализать оставленную им рану, чтобы она стремительно затянулась.
Хотя вампир и не может погибнуть от голода, каждую ночь его тело использует часть поглощённой крови для оживления мёртвой плоти. При острой нехватке крови в организме вампир начинает всё сильнее поддаваться первобытным инстинктам, отклоняясь от моральных принципов Человека и поддаваясь желаниям Зверя. Если Зверь победит, вампир может на какое-то время утратить контроль над собой, что практически неизбежно приводит к гибели окружающих, использованию сверхъестественных способностей на глазах у потенциальных свидетелей и в итоге — к нарушению Маскарада.
В случае полного отсутствия крови в организме вампир погружается в длительное оцепенение, известное как торпор. В этом состоянии его тело стремительно высыхает, слабеет и становится визуально неотличимо от мумифицированного трупа. На протяжении всего торпора разум вампира продолжает циклически перерабатывать мысли и переживания, которые доминировали в его сознании перед началом оцепенения. Длительность торпора зависит от могущества самого вампира и его нравственного состояния, а потому может варьироваться от нескольких суток (молодой благодетель) до тысячи или более лет (древний изверг).
Поскольку лишь редкий вампир впадает в оцепенение в мирном состоянии духа, его сознание на протяжении многих лет, десятилетий или даже столетий продолжает заново переживать все страхи, тревоги и поражения, которые сопутствовали его погружению в этот длительный сон. По этой причине для многих вампиров торпор становится одновременно единственным способом отдохнуть от этого мира и синонимом психологической пытки. Но в то же самое время вампиры, которые погружаются в торпор по доброй воле, порой испытывают и положительные эмоции, чрезвычайно редкие в мире Проклятых.
Так или иначе, давление торпора на сознание пагубно отражается на его функциях, искажая воспоминания Сородича. Это даёт начало эффекту, известному как туман вечности, — неспособности многих вампиров в точности (или даже в общих чертах) реконструировать в памяти явления, свидетелями которых они некогда были. Вампир, опасающийся предательства со стороны союзника, может так долго переживать эту тревогу во время торпора, что по пробуждении будет твёрдо уверен в вероломстве своего бывшего товарища. И напротив, детали некоторых событий могут исчезнуть из его памяти, затрудняя их реконструкцию в момент пробуждения. Несмотря на существование множества ординарных и даже мистических средств фиксации воспоминаний, вампиры боятся, что источники их знаний будут найдены и использованы конкурентами.
С метаигровой точки зрения туман вечности служит для того, чтобы объяснить неспособность многовекового персонажа в точности описать исторические реалии, незнакомые самим игрокам.

### Традиции
Общество Проклятых давно рухнуло бы под собственным весом, если бы не скрепляющие его узы. Малейшие проявления беззакония среди вампиров могут стать величайшей угрозой для самого их существования. Поэтому большинство вампиров придерживаются свода законов, известных как Традиции.
Хотя в каждом отдельном домене может существовать бесчисленное множество своих традиций, три из них подсознательно понимает любой вампир. Это следующие традиции:
Первая Традиция: Маскарад. Не открывайте своего истинного лица тем, кто не одной с вами Крови. Это нарушит ваш долг перед единокровными. 
Вторая Традиция: Потомство. Обращение связывает вас и вашего потомка. Ответственность за его поступки ложится на вас. 
Третья Традиция: Амарант. Не дозволено поглощать Витэ других вампиров. Нарушив этот закон, вы неизбежно пробудите в себе Зверя. 
В отличие от остальных, более локальных законов и правил, классические Традиции заложены в саму физиологию Сородичей. Каждый из них инстинктивно постигает Традиции вскоре после Обращения. В частности, легендарная неспособность вампиров к отражению в зеркалах (хотя в большинстве случаев можно говорить только об утрате отчётливого отражения) считается защитным рефлексом, помогающим лучше скрыться от чужих глаз в соответствии с Первой Традицией, а мучительные последствия Обращения могут быть связаны с интуитивным следованием Второй Традиции. Между тем, сама Вторая Традиция часто рассматривается как полный запрет на создание новых вампиров, однако существование современных Проклятых наглядно свидетельствует о том, что он игнорировался на протяжении многих веков.
Происхождение Традиций до сих пор остаётся предметом горячих споров в обществе Проклятых. Одни верят, что «так было всегда», другие просто считают, что это ещё одно условие их проклятого состояния. Те Сородичи, кто достаточно долго изучал этот феномен, предполагают, что несмотря на физиологические истоки Традиций, сами они в той форме, в которой их соблюдают сегодня, были распространены Камарильей — первой крупной организацией Проклятых. Также широко распространены утверждения, согласно которым Традиции изначально были описаны в догме Лонгина — мифического Сородича, ставшего вампиром благодаря крови Христа. Несмотря на отсутствие единого мнения касательно происхождения Традиций, «еретики», выступающие против законов Сородичей, чрезвычайно редки и по большей части встречались лишь в ранние ночи существования Проклятых.
В книге Mind's Eye Theatre: Requiem поднята тема формирования Четвёртой Традиции, запрещающей любые насильственные действия между Сородичами в пределах заранее обговорённых границ — Элизиумов. Как и классическая триада, Традиция Элизиума начинает впитываться в саму физиологию современных вампиров, существенно затрудняя любое проявлении агрессии с их стороны во время пребывания на территории Элизиума. Эта Традиция носит глубоко опциональный характер и не имеет прямого упоминания в основных книгах сеттинга.

### Сила крови
С возрастом любой вампир становится всё могущественнее, что позволяет ему выходить за пределы человеческих возможностей, а иногда — превышать даже стандарты, известные большинству Сородичей. Тем не менее, чем могущественнее становится вампир, тем более мощный источник энергии ему требуется для поддержания своих сил. Так, если новообращённые и неонаты способны питаться кровью простых животных, то уже более могущественные представители расы Проклятых нуждаются, по меньшей мере, в человеческой крови. Самые старые и могущественные обнаруживают, что их больше не насыщает кровь смертных. Такие вампиры вынуждены питаться кровью других Сородичей или представителей иных сверхъестественных рас.
Хотя именно на последних уровнях Силы Крови вампир обретает по-настоящему грандиозные возможности, лишь единицам удаётся найти хоть сколько-нибудь регулярный источник крови, способной утолить их жажду. Рано или поздно такие Сородичи неизбежно впадают в голодный торпор или погружаются в оцепенение добровольно, чтобы ослабить напряжение крови. В таком случае вампир утрачивает часть своих способностей (нередко попросту забывая, что он когда-то владел ими), но уже по пробуждении может использовать более доступные источники крови.

### Винкулум
Кровь вампира обладает рядом мистических свойств, которые могут вызвать зависимость у всякого, кто попробует её хотя бы несколько раз. С каждым глотком такой крови жертва становится на шаг ближе к полному подчинению своему домитору — то есть носителю крови. Хотя обладатели сильной воли могут замедлить или даже пресечь процесс порабощения, в целом принято говорить о трёх стадиях Винкулума, где последняя — абсолютное и безоговорочное подчинение воле домитора.
Отношение к Винкулуму может разниться от индивидуума к индивидууму в зависимости от множества личных и социополитических факторов. У большинства вампиров это явление вызывает строго отрицательную реакцию, хотя миру Проклятых известны случаи, когда Винкулум использовался в эффективных колдовских практиках или в кругу вампиров, желающих заручиться гарантией вечной, пусть и глубоко искусственной взаимной симпатии между участниками их коллектива.
Избавиться от Винкулума чрезвычайно трудно. В большинстве случаев (и особенно — в ситуациях, касающихся молодых вампиров) единственным способом обрести свободу оказывается уничтожение домитора.

### Рабы и гули
Рабом становится любой смертный или вампир, подчинённый Сородичу односторонним Винкулумом. В разных доменах и фракциях отношение к рабству может варьироваться от полного одобрения до категорического неприятия или закона, позволяющего обладать рабами только на определённых позициях власти. Впрочем, учитывая тот факт, что практически любому вампиру нужен слуга, способный выполнять поручения, которые было бы слишком опасно выполнять самостоятельно, рабство можно назвать одной из самых распространённых практик в обществе Проклятых.
Гулем принято называть человека, которого вампир наделил частью своей мистической силы. В отличие от простого раба, гуль способен использовать некоторые из способностей Проклятых. Он обладает более крепким телом и не стареет, пока получает регулярную дозу крови от своего домитора. Потенциально гуль может жить бесконечно долго, хотя зачастую он или гибнет, выполняя поручение своего господина, или сам становится вампиром. В последнем случае он должен представлять определённый интерес для домитора, поскольку редкий вампир испытывает к своим гулям по-настоящему искреннюю симпатию.
Чтобы смертный стал гулем, вампир должен приложить к этому сознательное усилие воли, хотя и значительно меньшее, нежели требуется для создания потомка. Это усилие воли может приложить и сам смертный, однако большинство людей (и даже многие Проклятые) не догадываются об этой скрытой возможности.
Любопытно, что гулями могут стать и животные, хотя их ценность, как правило, оказывается значительно ниже, чем ценность человека в этой же роли. Наконец, вампир может создать гуля и из растения, регулярно напитывая его своей кровью. Такие растения, называемые мандрагорами, обладают чередой уникальных свойств, включая продуцирование сверхъестественного вещества, из которого при должном умении можно создать уникальный наркотик. Тем не менее, создание мандрагоры приносит вампиру скорее эстетическое удовольствие, чем реальную пользу, которую принято ожидать от полноценного гуля. Многие Проклятые даже не подозревают о существовании подобных растений.

### Диаблери
Диаблери — чудовищный акт поглощения души другого Сородича. Хотя таким образом вампир может моментально повысить могущество своей крови и получить доступ к некоторым способностям жертвы, диаблери приводит к неизбежной деградации его личности.
Совершить диаблери можно только над вампиром, погружённым в торпор, поскольку в этом состоянии его душа оказывается наименее защищена. Мало что так разжигает интерес неоната, рвущегося к могуществу, как слух о спящем старейшине. Тем не менее, миру Проклятых известны и закоренелые диаблеристы, собственноручно забивающие своих жертв до погружения в торпор, а затем пожирающие их души.
Деградация — не единственная опасность, поджидающая диаблериста. В течение чрезвычайно долгого времени после совершения этого преступления в его ауре сохраняются изменения, свидетельствующие о лежащем на его совести злодеянии. По-настоящему старые и могущественные вампиры, страдающие от необходимости питаться кровью других Сородичей, не подвержены зависимости от крови, однако могут получить зависимость от диаблери, что объясняет здоровый страх молодых вампиров перед старейшинами.

### Метка хищника
Несмотря на неутолимую тягу к обществу, каждый вампир — одинокий хищник, способности которого заточены на выживание безо всякой помощи других представителей его расы. Поэтому неудивительно, что всякий раз, когда эти совершенные хищники сталкиваются друг с другом, Зверь в каждом из них начинает рассматривать другого как врага или чужака.
За редкими исключениями намеренной «маскировки личности» каждый Сородич способен узнать в незнакомце другого вампира, даже если видит его в первый раз. В этом случае звериные инстинкты подталкивают вампира к тому, чтобы прогнать врага со своей территории или бежать прочь, если соперник сильнее. По-настоящему явную и опасную форму этот эффект принимает при самой первой встрече, хотя в дальнейшем вампир может по-прежнему чувствовать себя некомфортно при появлении других Сородичей на его территории. Вампир достаточной силы воли и самоконтроля может сдержать в себе эти нежелательные позывы.
Несмотря на то, что в системе подробно описаны правила по использованию Метки хищника, создатели рекомендуют прибегать к ним лишь в самых напряжённых ситуациях. Например, не слишком разумно делать такую проверку, если персонаж идёт по тротуару и видит, как незнакомый вампир проезжает мимо в автомобиле.

### Человечность
После Обращения вампир начинает терять связь с теми элементами смертной жизни, которые делали его человеком. Эти качества медленно исчезают по мере того, как воля вампира ослабевает, а мир продолжает существовать уже без него. По этой причине концепция Нравственности, описанная в основной книге нового Мира Тьмы, в этой игре заменена понятием Человечности.
Уровень Человечности напрямую определяет, насколько тяжело вампиру взаимодействовать со смертными (например, пытаться сойти за одного из них, понимать их чувства или соблазнять потенциальных жертв) и действовать в дневное время (разумеется, не показываясь на солнечный свет). Существует множество дополнительных, как правило — опциональных эффектов, налагаемых Человечностью на быт и мировоззрение каждого вампира.
Большинство неонатов придерживаются тех же или приблизительно тех же моральных принципов, что и обыкновенные люди. Некоторые даже стараются вести себя человечнее, чем большинство смертных, чтобы отсрочить момент превращения в настоящего монстра. Но деградация неизбежна. Высокоморальные кредо стремительно прогибаются под реальность, ломаются и со временем забываются даже самыми добродетельными вампирами. Любой вампир понимает, что рано или поздно он совершит то, что раньше казалось ему недопустимым, и большинство Сородичей поддерживают в себе Человечность лишь для того, чтобы окончательно не утратить контроль над собой. Если вампир теряет связь с Человечностью, персонаж окончательно утрачивает свободу воли и выходит из-под контроля игрока. Как только вампир достигает этого морального порога, дороги назад уже нет.
Сородичи называют таких существ драуграми — от старонорвежского слова, которым называли оживший труп, бродящий среди живущих и убивающий своих родственников. Драугр оставляет за собой длинный след из трупов и жертв на глазах у множества свидетелей, что приковывает к нему внимание смертных. Даже злейшие враги оставляют на время свои разногласия и объединяют усилия, чтобы остановить драугра прежде, чем он расшатает Маскарад так, что его попросту не удастся восстановить.
Многие игроки называют борьбу за ускользающую Человечность одной из главных тем Реквиема.

## Кланы
Каждый вампир принадлежит к одной из великих династий, члены которых наделены общими качествами, способностями и недостатками. Любой Сородич принадлежит к тому клану, к которому принадлежал его Сир. Всего известно пять кланов, существующих в мире Сородичей, хотя в дополнительных книгах неоднократно подчёркивается, что в некоторых культурах могут существовать и другие, менее известные кланы и даже принципиально иные виды вампиров.
С метаигровой точки зрения каждый клан воплощает один из устоявшихся вампирических архетипов, известных современной культуре. Менее распространённые, специфические или просто локальные представления о вампирах находят своё воплощение в виде родословных.
При создании роли игрок должен выбрать, к какому клану будет принадлежать его персонаж.

### Дэва
Дэва — чувственные, сексуальные, глубоко эмоциональные вампиры, олицетворяющие архетип «страстного хищника». Художники, гедонисты и соблазнители, доминирующие в их обществе, закрепили за Дэва репутацию амбициозных созданий, которые быстро добиваются своих целей, а заодно и высоких социальных позиций — чему во многом способствует их клановая Дисциплина. Многие представители этого клана обладали притягательной внешностью, импульсивным характером и склонностью к манипулированию окружающими задолго до своего Обращения. Несмотря на общеизвестную тягу к эмоциям, страсти и вдохновению, большинство Дэва попросту неспособны испытывать искренние чувства — что, впрочем, только сильнее подталкивает их к самым порочным гедонистическим практикам.

### Гангрел
Гангрел — нелюдимые хищники, воплощающие архетип вампира как «звероподобного монстра». Большинство Гангрел отличаются сильной волей, свирепым характером и выдающимися физическими способностями. Как правило, Гангрел признают свою хищническую натуру вместо того, чтобы бороться с ней. Даже оставаясь в пределах общества Проклятых или смертных, они быстро утрачивают связь со своей прошлой жизнью, редко поддерживают контакты с каким бы то ни было коллективом и в большинстве своём мало интересуются политикой. Тем не менее, эти качества могут разниться от индивидуума к индивидууму, и немало Гангрел добиваются значительного продвижения по социальной лестнице, используя сильные качества своего характера.

### Мехет
Мехет — скрытные, проницательные и, как правило, широко эрудированные вампиры, олицетворяющие архетип «порождения ночи». Возможно, Мехет — самый разносторонний и космополитичный клан Проклятых, поскольку его представителей объединяет лишь жадная тяга к знаниям, тайнам и темноте. Проявления их врождённой близости к метафорической или даже физической тьме чрезвычайно разнообразны. В то время как мистик или отшельник из клана Мехет может в прямом смысле слова прятаться в самых тёмных уголках мира, умелый манипулятор будет руководить ночной жизнью города из-за спины его номинальных правителей, а художник постарается воплотить тьму на более личном уровне. Клановые способности этих вампиров снискали им репутацию ясновидцев, хотя далеко не каждый Мехет интересуется мистикой и оккультизмом.

### Носферату
Носферату — могущественная, но сравнительно замкнутая семья вампиров, одно присутствие которых вызывает у окружающих шок, вне зависимости от того, вызвано ли это уродством, зловонием или пугающей аурой, исходящей от Носферату. Носферату — парии среди Проклятых, олицетворяющие архетип вампира как «омерзительного монстра». Ни один Носферату не похож на другого, однако любой из них кажется воплощением самых жутких ночных кошмаров. Впрочем, не все Носферату деформированы физически. Хватает и тех, кто выглядит вполне нормально, но вызывает неописуемый дискомфорт у всякого, кто на него смотрит, или же тех, кто распространяет вокруг себя нестерпимый запах. Многие из них обитают в труднодоступных местах вдали от глаз смертных и даже других вампиров, используя сложную систему подземных коммуникаций и даже воздвигая собственные подземные города.

### Вентру
Вентру — царственные, аристократичные и величественные Сородичи, олицетворяющие образ вампира как «Лорда Проклятых». Вентру — прирождённые лидеры и правители, большинство из которых стремятся к контролю всегда, везде и надо всем. Способности Вентру, как правило, помогают им добираться до самых высоких позиций власти со скоростью, которая кажется немыслимой для представителей других кланов (возможно, за исключением Дэва). Однако подобная одержимость властью вкупе с необходимостью постоянно удерживать всё под контролем пагубно сказывается на рассудке этих вампиров. Вентру быстрее других вампиров приобретают психические отклонения, а большинство наиболее властных и древних представителей их династии — безумны в совершенно клиническом смысле слова.

### Родословные
Родословные во многом подобны кланам, однако их характеристики несколько специфичнее. Возможно, правильнее всего рассматривать родословные как «подкланы». Не всякий Сородич является представителем родословной. Каждая родословная происходит от одного из основных кланов, частью которого она некогда являлась.
Теоретически статус родословной может получить любая семья вампиров, хоть в чём-нибудь отклоняющаяся от характеристик и стереотипов родного клана. Потомки знаменитого лидера, выходцы из «неугодных» социальных слоёв или просто вампиры, вступившие в организацию, нетипичную для их клана, могут получить новое, уникальное имя и определённые социальные привилегии, а могут, напротив, быть объявлены вне закона.
Тем не менее, когда Проклятые говорят о феномене родословных, обычно они имеют в виду династию, качества или природа которой значительно отличаются от характеристик родного клана. По-настоящему уникальные родословные выделяются дополнительной Дисциплиной, нехарактерной для её клана, другими врождёнными слабостями, а нередко — и тем, и другим. В наиболее ярких случаях представители родословных используют Дисциплины, малоизвестные за пределами их династии. Некоторые родословные даже владеют силами, которые не имеют ничего общего с тем, что было известно обществу Проклятых ранее.
С игровой точки зрения персонаж получает новую Дисциплину (самые редкие образцы которых в принципе недоступны другим вампирам), доступ к секретным знаниям своей новой семьи и социальные модификации (хотя некоторые родословные могут намеренно скрывать своё существование или попросту не обладать известностью в данном регионе), однако при этом начинает страдать от династической слабости, которая дополняет или усугубляет его клановый недостаток.
Чтобы вступить в родословную, персонаж должен принадлежать к тому клану, от которого она некогда откололась. Если Сир или один из предков вампира принадлежал к какой-либо родословной, персонаж может пробудить в себе необходимые элементы крови и стать членом этой (и только этой) родословной. Для этого его Сила Крови должна достигнуть хотя бы второго уровня. Несмотря на то, что вампир может сделать это сознательно, а поиск информации о родословной своих дальних предков может лечь в основу полноценной истории, многие вампиры чувствуют, что бессознательно инициировали свой переход в родословную, поддавшись зову предков. Более того, если игрок изначально планирует участие своего персонажа в той или иной родословной, то её характерные черты могут проявиться у персонажа ещё до вступления в «новую семью». Например, он может начать терять зрение, подсознательно тянуться к пожиранию человеческой плоти или обнаружить, что у него нет клыков, и лишь затем выяснить, что эти черты соответствуют династическим недостаткам его родословной.
Кроме того, на четвёртом уровне Силы Крови вампир получает возможность вступить в любую родословную, ответвляющуюся от его клана, хотя для этого он должен попробовать на вкус кровь другого представителя этой родословной. Само собой, зачастую это оказывается чрезвычайно трудной и даже опасной задачей. Наконец, на шестом уровне Силы Крови вампир может основать собственную родословную, вложив в неё частичку собственной личности, а при необходимости — разработав собственную уникальную Дисциплину. Хотя технически на создание родословной способны многие Проклятые, подобные случаи происходят достаточно редко и иногда способны принести вампиру колоссальное уважение.

### Юлии
Юлии, или Мёртвые Юлии, — вымерший клан богатых, влиятельных и аристократичных вампиров, занимавший одну из ведущих позиций в Римской империи. Хотя некоторые вампиры предполагают, что Вентру — прямые наследники Юлиев, по словам самих Лордов (во всяком случае, тех, кто вообще задавался этим вопросом), Вентру и Юлии — две параллельно существовавших династии, практически — или никогда — не пересекавшиеся друг с другом. В историческом сеттинге Requiem for Rome Юлии занимают традиционную нишу Вентру как повелителей Проклятых.
Наряду с династией Юлиев существует небольшое количество опциональных, малоизвестных и вымерших кланов, а также несколько разновидностей иных вампирических рас. Тем не менее, предполагается, что игровые персонажи будут принадлежать к одному из пяти традиционных кланов.

## Ковенанты
Социальные, политические или религиозные объединения вампиров называются ковенантами. В большинстве случаев ковенант характеризует вампира точнее, чем его клан, поскольку в той или иной степени отражает его общественные позиции, цели и мировоззрение. Гипотетически вампир может состоять сразу в нескольких ковенантах, однако в таком случае он не сможет по-настоящему принимать участие в их деятельности, поскольку его попросту не допустят к секретам той или иной фракции. Кроме того, различия между большинством ковенантов слишком значительны, чтобы вампир мог придерживаться взглядов каждого из них.
Несмотря на то, что в разных культурах и даже в разных городах мира может существовать бесчисленное количество других фракций, традиционные ковенанты добились распространения во всём мире (или, во всяком случае, в западной культуре). Хотя в других видах сообществ, национальных меньшинствах и странах третьего мира эти ковенанты могут носить другие названия и иметь цели, отличные от целей их западных аналогов, в целом можно говорить о пяти наиболее многочисленных и влиятельных ковенантах.

### Картианское Движение
- Картианское Движение (Carthian Movement) — трудные дети мира Сородичей, стремящиеся привнести в общество Проклятых элементы современных политических и социальных структур. Несмотря на чрезвычайно молодой возраст Движения и нехватку опыта у большинства его участников, это экспериментальное течение получило поддержку множества неонатов по всему миру. В то время как многие Картианцы борются за идеалы свободы и независимости, некоторые пытаются сформировать единое общество Проклятых, управляемое конгрессом, или, напротив, заменить текущую политическую структуру тотальной анархией. Благодаря своему возрасту многие Картианцы легко приспосабливаются к технологическим новшествам современного мира, активно пользуются Интернетом и зачастую способны перехватить инициативу у консервативных старейшин, которым становится всё труднее реагировать на формирование новых сфер деятельности и влияния.

### Колдовской Круг
- Колдовской Круг (дословный перевод — Круг Ведьмы, Circle of the Crone) — объединение множества языческих культов, поклоняющихся загадочному женскому образу, совмещающему в себе бесчисленное число тёмных богинь из дохристианских мифологических систем. В то время как некоторые культы могут конкретизировать этот образ (Тиамат, Геката, Морана), другие склонны видеть в архетипе Праматери многоликую сущность, оставившую свой след во всех мифологиях мира. Существует и небольшое количество «еретических» культов, поклоняющихся другим языческим образам или адаптирующих учения прошлого к современным религиозным системам. В отличие от большинства вампиров, участники Колдовского Круга не склонны считать себя Проклятыми, а, как правило, видят в себе наследников первозданного мира и даже падших богов. Колдовские практики этого ковенанта, как правило, отрицательно сказываются на Человечности Аколитов — последователей Круга.

### Инвиктус
- Инвиктус (Invictus) — грандиозная неофеодальная организация, позиционирующая себя как главная политическая фракция Проклятых. В большинстве доменов члены Инвиктус занимают высочайшие позиции власти или же управляют городом единолично. Важную роль представители ковенанта отводят соблюдению древних аристократических традиций и строгой организации своей деятельности. Неудивительно, что у большинства вампиров слово «Инвиктус» ассоциируется с кланом Вентру.

### Ланцеа Санктум
- Ланцеа Санктум (Lancea Sanctum) — глубоко религиозная организация Проклятых, пропагандирующая существование в соответствии с заветами Лонгина — загадочного вампира, по легенде ставшего одним из Проклятых благодаря крови Христа. Невзирая на то, что учения Ланцеа Санктум основаны на библейских текстах (а в ряде случаев — и на священных писаниях других монотеистических религий), ключевое место в их философии занимают заповеди Лонгина, позволяющие говорить о религии Ланцеа Санктум как об отдельном вероисповедании, обособленном от христианства или других смертных религий. В частности, члены Ланцеа Санктум полагают, что их Обращение не могло произойти без ведома Господа, а потому с их стороны было бы неправильно притворяться людьми и далее. Неудивительно, что последнее превращает их в грозных, безжалостных хищников, обитающих среди простых смертных.

### Ордо Дракул
- Ордо Дракул (Ordo Dracul) — неовикторианская организация с ярко выраженными чертами тайного общества. Её члены владеют секретными знаниями и ритуалами, позволяющими им выходить за пределы своей проклятой сущности. Представители ковенанта считают, что у истоков фракции стоял сам Влад Цепеш — легендарный Дракула. В отличие от других ковенантов, орден мало интересуется внешним социумом, политикой и религией, а вместо этого полностью сосредоточен на вопросах, касающихся самих вампиров.

С метаигровой точки зрения ковенанты организованы по системе, в основу которой положен конфликт политических и религиозных полюсов (Картианцы — Инвиктус и Колдовской Круг — Ланцеа Санктум) с возможностью концентрации на философских и/или сугубо фантастических аспектах вампиризма (Ордо Дракул).

## Антагонисты
Существует также небольшое количество антагонистических ковенантов, противостоящих традиционному миру Сородичей. Эти фракции были подробно описаны в дополнительных книгах, что позволяет вводить их в игру не только как антагонистов, но и как союзников игровых персонажей или как полноценные ковенанты, доступные для игры.

### Свора Белиала
- Свора Белиала (Belial’s Brood) — необузданная стая извергов, сатанистов и демонопоклонников, утверждающих, что вампиры — вовсе не «уникальная раса существ», а ни много ни мало демоны в человеческом обличье или же дьяволы, вырвавшиеся на поверхность Земли из глубин Преисподней. Согласно учению ковенанта, единственной целью всех Проклятых является полное удовлетворение самых тёмных желаний своего Зверя.

Хотя изначально фракция предназначалась исключительно для того типа историй, в которых враг — это враг, а не многогранный персонаж, характерный для большинства хроник Vampire, книга Belial’s Brood предлагает более глубокий взгляд на деятельность и философию ковенанта, позволяя выйти за рамки стереотипа «бешеный монстр» и провести игру в экстремальных, но всё же не столь однозначных «демонических» декорациях. Создатель Belial’s Brood Уилл Хайндмарч признался, что поначалу не хотел писать эту книгу, поскольку считал, что участники Своры должны оставаться жестокой и прямолинейной стаей чудовищ, а не многогранными антагонистами со своими целями и мотивами.
Образ участников ковенанта в Belial’s Brood разительно отличается от описанного в основной книге. Согласно этому дополнению, представители ковенанта называют себя Отрёкшимися (Forsworn) в знак освобождения от ложных учений смертной жизни и глубоко искусственной философии «цивилизованных» Сородичей. У них нет всеохватывающей организации. Среди множества фракций особую роль играют следующие шесть групп:
- Безымянные (The Nameless) — апокалиптический культ вампиров, рассматривающих Белиала как величайшего смертного, когда-либо жившего на земле. Их задача — разыскать его потомков и помочь им в уничтожении этого несовершенного мира.
- Ревущий Змей (The Roaring Serpent) — распространители экстремальных учений, стремящиеся погрузить мир в хаос, который его уничтожит. Считают себя последователями библейского Сатаны.
- Ложа Милосердия (The Mercy Seat) — хранители баланса между пороком и добродетелью, следящие, чтобы только самые достойные могли перейти в рай. Искренне верят, что ни один вампир, в отличие от своей смертной «паствы», никогда не получит возможности перейти в мир иной, а потому с фанатичной преданностью выполняют свой долг перед Создателем, контролируя поток грехов в материальном мире.
- Пандемониум (Pandaemonium) — вероятно, самый близкий к классическому вариант Своры. Группа инферналистов, поклоняющихся Белиалу как Лорду Демонов.
- Престол Бездымного Пламени (The Throne of Smokeless Fire) — арабская группа Сородичей, пропагандирующих личностное развитие и стремление к власти. Печально известна тем, что в погоне за персональным могуществом может напасть даже на другие группы Отрёкшихся.
- Алая Церемония (The Scarlet Rite) — экстатический культ, имеющий тесную связь с наркотиками и запрещёнными сексуальными практиками. В сравнении с другими фракциями Отрёкшихся, её последователи не уделяют особого внимания фигуре Белиала, в связи с чем считаются чем-то вроде еретического течения в пределах Своры.

### VII
- VII — загадочная группировка Сородичей, которую принято относить к ковенантам. Единственное, что известно про этих вампиров — тот факт, что все они испытывают яростное, фанатическое стремление уничтожить других Сородичей. Цели, как и мотивы этой войны против собственной расы, абсолютно неизвестны. Своё название группировка получила в связи с аналогичным символом, который члены «Семи» оставляют после самых запоминающихся налётов на местных Сородичей. Также подобный образ можно получить телепатически, если попробовать заглянуть в мысли захваченного участника этой организации.

Как и в случае с Belial’s Brood, дальнейшие книги (среди которых и полноценное руководство по использованию VII в игре) предоставляют более подробную информацию о природе и деятельности этой фракции. Тем не менее, эти сведения вариативны, нередко противоречат друг другу и в целом направлены на сохранение таинственной атмосферы, окружающей VII. Также VII могут являться не ковенантом, а полноценной расой вампиров, близких по крови и происхождению обычным Сородичам, или же седьмым кланом Проклятых (если рассматривать династию Юлиев как шестой).

## Другие фракции
Наряду со стандартными ковенантами существует множество дополнительных фракций, большинство из которых привязаны к определённым эпохам и стилям игры. Некоторые фракции могут пересекаться между собой: например, римский Senex является очевидной предтечей Инвиктус, а исторические Анархи сегодня известны как отстранившиеся.

### Нейтральные фракции
Несмотря на то, что формально нейтральные фракции независимы от других организаций вампиров и не обязаны соблюдать их законы, в большинстве случаев лидеры доминирующих ковенантов распространяют свои традиции и доктрины на всех Сородичей города, вне зависимости от того, согласны ли те подчиниться. Редкие исключения могут возникнуть в случае победы Картианцев на местной политической арене, обретения персонального могущества членами независимой фракции или отсутствия в городе каких-либо «официальных» организаций. В целом к числу независимых фракций можно причислить следующие:

#### Отстранившиеся
- Отстранившиеся (Unaligned) — разобщённая группировка вампиров, отказывающихся признавать над собой какие-либо авторитеты. Большинство из них хотят посвятить свой Реквием персональным целям, отличным от целей ковенантов или других объединений вампиров. Хотя независимое положение и приверженность своим принципам иногда помогают таким вампирам достичь высокого положения в обществе Проклятых, в целом отсутствие всеохватывающей организации, общих интересов и помощи со стороны других фракций нередко приводит к тому, что отстранившиеся занимают заведомо проигрышное положение в Пляске Смерти.

В отличие от последователей других ковенантов, отстранившиеся не получают никаких игромеханических бонусов за участие в своей фракции. В то же время они не привязаны к Сирам, старейшинам и наставникам и не обязаны подчиняться правилам того или иного догмата.

#### Теневые культы
Теневые культы зародились как замкнутые группы единомышленников, используемых Сородичами для распространения своего влияния за пределы общества Проклятых. Хотя по характеру и структуре большинство культов напоминают немногочисленные ковенанты, в них могут вступать не только вампиры, но и простые смертные или гули. Кроме того, вампир, участвующий в одном из классических ковенантов, нередко может вступить в теневой культ, не разрывая связей с основной фракцией.
Люди, попадающие в теневой культ, зачастую слабо осведомлены о его истинных целях и не имеют доступа к его секретам. Вместе с тем, большинству вампиров участие в культе позволяет быстро повысить своё влияние и получить доступ к знаниям новой фракции. Общее число теневых культов неизвестно. На данный момент можно говорить о семи культах, описанных в официальных книгах:
- Последователи Сета (Followers of Seth) — религиозная секта, способствующая распространению хаоса по всей земле с целью восстановления космического баланса, в котором хаос играет одну из ведущих ролей.
- Любовное общество (Love Company) — знатоки мистических сексуальных практик, планирующие изменить духовную жизнь всего мира при помощи своих уникальных способностей.
- Мойры (Moirai) — загадочная группа оракулов и ясновидцев, стремящихся повлиять на течение самой истории.
- Ваятельный зал (Moulding Room) — засекреченный коллектив покровителей СМИ, имидж-мейкеров и экспериментаторов, формирующих вкусы смертного общества с целью его постепенного изменения и подчинения воле вампиров. Вместе с тем, подлинной целью культа, скрытой от его младших членов, является грандиозный розыгрыш: основателю культа интересно увидеть, чем может закончиться этот эксперимент.
- Самхара (Samhara) — американская группа военных чиновников, обладающих личным ангаром с ядерными боеголовками.
- Общество киприотов (Society of Cyprian) — глубоко засекреченная католическая секта, работающая над распространением болезней по всему миру. Хотя формально секта пропагандирует искупление через страдание, её подлинная цель заключается в формировании благоприятных условий для существования Морбус — вампиров, питающихся кровью инфицированных людей.
- Народная воля (Narodnaia Volia) — группа большевиков, стремящихся защитить пролетариат от безнравственных посягательств элиты Проклятых. Поддерживает многие идеалы Картианского Движения. Главным образом культ используется в историях, посвящённых двадцатому веку, поскольку его активность существенно снизилась по окончании Холодной войны.

Подавляющее большинство культов созданы членами клана Мехет и поэтому состоят исключительно из вампиров этого клана и их ближайших последователей. Впрочем, определённую склонность к участию в теневых культах питают и представители клана Дэва.

### Исторические фракции
Определённое число фракций доступно только в историях, посвящённых тому или иному периоду времени, причём их образ может меняться в зависимости от конкретных событий, происходящих в мире Сородичей на момент игры. В отличие от основных ковенантов, обладающих приблизительно равными шансами на достижение своих целей, некоторые исторические фракции изначально обречены на поражение — игрокам просто предоставляется шанс увидеть, как это произошло.

#### Камарилья
Первая крупная организация Проклятых, фигурирующая в историческом сеттинге Requiem for Rome. Хотя некоторые попытки объединения Проклятых предпринимались и ранее, Камарилья считается первым западным ковенантом, поддерживавшим дисциплину и доминирующее положение вампиров над смертными на протяжении длительного периода времени (510 г. до н. э. — приблизительно 476 н. э.) На пике своего развития Камарилья достигла таких масштабов внешней политики и столь плотного взаимодействия между внутренними фракциями, что до сих пор считается самой успешной организацией вампиров в истории. Внутренняя структура фракции представлена четырьмя политическими крылами:
- Senex  — правительственный аппарат, определяющий политический курс всего ковенанта. Наибольшим влиянием внутри крыла обладают Инвиктус — члены одноимённого совета старейшин.
- Legio Mortuum  — военная организация, поддерживающая порядок в цивилизованном обществе Проклятых.
- Cult of Augurs  — культ колдунов и оракулов, исполняющих волю тёмных богов. В отличие от современного Колдовского Круга, занимал важную политическую нишу в обществе римских вампиров.
- Peregrine Collegia  — объединение чужестранцев, бродяг и преступников, не обладающих политическим весом и преследующих лишь одну цель — выживание.
- Lancea et Sanctum  — полуофициальная фракция пилигримов, изгоев и проповедников, вышедшая из рядов Peregrine Collegia. Членов Lancea et Sanctum (дословно — «Копьё и Часовня», в противовес современному «Святилище Копья»[4]) объединяет вера в заветы Лонгина — первую религиозную доктрину в истории Проклятых.

#### Сакадагами
- Сакадагами, также известные как Дети Наги, — локальная группа тайских Сородичей, зародившаяся в Сиаме несколько столетий назад. Политическая структура, господствовавшая среди Сородичей первого королевства Таиланда, не позволяет относить Сакадагами к числу ковенантов, однако их коллектив несёт те же функции и обладает теми же характеристиками, что и стандартные фракции Проклятых. Сакадагами следуют философии Маэ Чжи — загадочной вампирицы, которая первой в истории тайских Сородичей пришла к выводу о необходимости преодоления своих внутренних слабостей через медитацию и самоосмысление. Цели Сакадагами во многом сходны с целями Ордо Дракул, однако, в отличие от последних, Сакадагами ищут ответы на оккультные вопросы внутри себя, не прибегая к псевдонаучным экспериментам и светским практикам. Более того, по словам создателей книги Ancient Bloodlines, встреча участников этих двух ковенантов может привести к взаимному непониманию или даже холодной войне.

#### Союз Южных Городов
- Союз Южных Городов — индийская организация Проклятых, некогда павшая жертвой колониальных амбиций Инвиктус и религиозных гонений Ланцеа Санктум. Первоначальной целью организации был обмен знаниями и опытом с представителями других культур. Тем не менее, после предательства западных Сородичей члены Союза резко изменили политический курс на защиту родных земель от посягательств чужеземных Сородичей. Ковенант сумел не только выжить в этой войне, но и добился определённого процветания, хотя его облик в современные ночи значительно изменился.

#### Анархи
В старину отстранившиеся были известны как «Автаркисты» или «Анархи». Любой Сородич, бунтующий против тирании вампиров, воспринимался как представитель этого разобщённого антиковенанта. В то время как некоторые из Анархов стремились уничтожить феодальные системы общества Проклятых, многие просто желали посвятить себя достижению собственных целей. Долгое время Анархов считали глупцами, не представляющими особой опасности. Но стремительное распространение их идей нарушило это равновесие, и хотя сегодня отчаянная борьба неонатов за независимость уступила место нейтральному сосуществованию официальных и независимых фракций, имиджу отстранившихся был нанесён непоправимый урон.

### Опциональные фракции
В экспериментальной книге The Danse Macabre представлено небольшое количество дополнительных ковенантов, включая пять тайных организаций (conspiracies), соответствующих основным ковенантам, но развивающих их идеи уже на глобальном уровне. В отличие от локальных фракций, conspiracies обладают единой организацией и выступают на мировой арене наряду с государствами смертных. Использование тайных организаций в игре позволяет вернуться к глобальной политике сект из Vampire: The Masquerade, в которой каждая фракция обладала возможностью влиять на жизнь смертных по всей земле.

#### Тайные организации
- Содружество (Commonwealth) — планировщики нового общества, не нуждающегося в Маскараде, в котором вампиры и смертные смогут вести бесконфликтное сосуществование.
- Завет (Covenant) — фанатический культ Сородичей, верящих, что единственный путь к спасению заключается в достижении библейского Вознесения.
- Глаз Дьявола (The Devil’s Eye) — вероятно, самая засекреченная организация Проклятых, втайне стремящаяся создать совершенную расу вампиров.
- Армия Матери (Mother’s Army) — древний языческий культ, стремящийся обратить в свою веру других вампиров и уничтожить всех несогласных.
- Прима Инвикта (Prima Invicta) — крупномасштабная организация Проклятых, незаметно манипулирующая наиболее авторитетными и влиятельными политическими группировками мира.

#### Младшие ковенанты
В этой же книге предложены несколько дополнительных ковенантов, не наделённых особым влиянием, но преследующих свои цели и обладающих уникальными преимуществами.
- Братия Сотни Лиц (Brethren of the Hundred Faces) — группа вампиров, пожертвовавших частью своей индивидуальности, чтобы позволить одному из старейшин братства поддерживать гармонию в их сознании и тем самым сдерживать первобытные желания Зверя.
- Невесты Дракулы (Brides of Dracula) — ироническое название группы байкеров, упивающихся своим превосходством над смертными и другими вампирами.
- Дети Шипов (Children of the Thorns) — вампиры, которым не посчастливилось встретить в зеркале легендарную Кровавую Мэри. Участники ковенанта известны чередой уникальных способностей, приобретённых ценой психического здоровья. Создатели книги подчёркивают, что такие вампиры могут стать идеальными протагонистами при кроссовере с другой игрой нового Мира Тьмы, Changeling: The Lost.
- Предвестники (Harbingers) — группа учёных, стремящихся взять под контроль и стабилизировать баланс жизни и смерти, лежащий в основе существования Проклятых.
- Святые Инженеры (Holy Engineers) — пророки и экстрасенсы, использующие технологию в качестве средства связи с загадочной сущностью, которую они называют Божественной Машиной. Некоторые имена и даты, фигурирующие в описании ковенанта, отсылают к рассказу «Голос Ангела» — последней из четырёх историй, опубликованных в первой главе основной книги правил нового Мира Тьмы.
- Немиты (Nemites) — Сородичи, стремящиеся возродить в себе утраченные эмоции и способность любить.
- Общество Гармонии (Society of the Accord) — группа вампиров, принимающих реалии своей новой жизни как данность и соблюдающих неизменный баланс между Зверем и Человеком в своей душе. В определённой мере считаются представителями вампирической «контркультуры», в противовес апологетам «культуры» — другим ковенантам Сородичей.
- Солнцеходящие Рыцари (Sun-Walking Knights) — уникальная группа вампиров и гулей, некогда сформированная выходцами из Ордо Дракул и Колдовского Круга. Участники ковенанта известны тем, что смогли отчасти преодолеть эффекты Проклятия, смягчив некоторые из своих слабостей, но при этом лишившись и некоторых способностей.

## Дисциплины
Дисциплинами называются сверхъестественные способности Проклятых, позволяющие им использовать свою волю и поглощённую кровь для достижения всевозможных оккультных эффектов. Хотя вампир может овладеть любой Дисциплиной, этот процесс требует длительной практики и обучения, иногда — под присмотром опытного наставника. Легче всего вампирам даются прерогативные Дисциплины их клана или родословной, а также мистические пути некоторых ковенантов. Выучить Дисциплины, традиционно связанные с другими кланами, вампиру заметно сложнее. Труднее всего обучиться секретным практикам ковенантов, в которых не состоит персонаж, и освоить экзотические Дисциплины других родословных.
Использование большинства основных Дисциплин не требует от вампира особых усилий и траты крови, поскольку вампиры практиковали эти пути на протяжении многих веков. Напротив, Дисциплины экзотических родословных могут быть нестабильны и зачастую требуют огромного мастерства, поскольку они ещё не были хорошо изучены или попросту слишком молоды. В частности, это позволяет объяснить, почему игрок не может создать чрезвычайно сильную Дисциплину со всеобъемлющими эффектами при основании новой родословной. Кроме того, династические Дисциплины (то есть уникальные сверхспособности родословных), как правило, предназначены для решения узкоспециализированных задач наподобие взаимодействия с миром мёртвых, управления собственной тенью или манипулирования звуком. Общеизвестные Дисциплины, напротив, покрывают огромное количество самых разных сфер деятельности, с которыми из ночи в ночь сталкивается каждый Сородич.

### Общие Дисциплины
Наиболее распространённые Дисциплины, доступные всем вампирам.
- Анимализм: Власть над животным миром.
- Стремительность: Феноменальная скорость.
- Затемнение: Утаение контуров своего тела, включая полное исчезновение.
- Сопротивление: Легендарная стойкость.
- Мощь: Баснословная сила десятка мужчин.

### Прерогативные Дисциплины
Высокоэффективные Дисциплины, традиционно связанные с тем или иным кланом.
- Дэва. Величие: Ужасающая сила личности и сверхъестественная притягательность.
- Гангрел. Превращение: Изменение формы и улучшение своего тела.
- Мехет. Ясновидение: Обострённые чувства и сверхъестественное восприятие.
- Носферату. Кошмар: Манипулирование самим страхом.
- Вентру и Юлии. Доминирование: Управление чужим разумом.

### Распределение Дисциплин по кланам
Каждый клан обладает тремя ключевыми Дисциплинами, освоение которых даётся его представителям с меньшим трудом.
- Дэва. Величие, Мощь, Стремительность.
- Гангрел. Превращение, Сопротивление, Анимализм.
- Мехет. Ясновидение, Затемнение, Стремительность.
- Носферату. Кошмар, Затемнение, Мощь.
- Вентру и Юлии. Доминирование, Анимализм, Сопротивление.

### Династические Дисциплины
Экзотические способности, встречающиеся среди представителей некоторых родословных.

### Дисциплины ковенантов
Мистические пути, доступные персонажу только после вступления в определённую фракцию и достижения определённого статуса в её иерархии.
- Кольца Дракона: Трансцендентальная практика Ордо Дракул. В отличие от большинства других Дисциплин, делится на несколько параллельных путей, исследующих различные аспекты Проклятия.
- Круак: Кровавая магия Колдовского Круга.
- Фивейское Чародейство: Тёмные ритуалы Ланцеа Санктум.
- Высвобождение: Эксклюзивные методы наблюдения и маскировки, доступные членам Ваятельного Зала.
- Венефиция: Древняя форма Круака, содержащая уникальные ритуалы культа Авгуров. С позволения Рассказчика Венефиция может дополнить Круак, и наоборот.
- Сокровища Маэ Чжи: Уникальные знания Сакадагами. С позволения Рассказчика могут дополнить Кольца Дракона.

### Практики
Помимо самих Дисциплин, существует большое (потенциально бесчисленное) количество сверхъестественных сил, созданных на основе классических Дисциплин. Практики совмещают различные стороны нескольких Дисциплин, наделяя Сородичей специфическими возможностями вроде способности видеть магические эффекты предметов (Круак+Ясновидение) или трансформировать часть своего тела во что-то принципиально иное (Превращение+Сопротивление). С позволения Рассказчика игроки могут придумывать новые Практики, основываясь на общеизвестных и даже экзотических Дисциплинах. Чтобы освоить Практику, персонаж должен достигнуть определённого уровня мастерства в Дисциплинах, на которых она основана.